# Yerba Buena megye
Yerba Buena egy megye Argentína északnyugati részén, Tucumán tartományban. Székhelye Yerba Buena.

## Népesség
A megye népessége a közelmúltban a következőképpen változott:
| Év   | Lakosság |
| ---- | -------- |
| 2001 | 63 647   |
| 2010 | 75 076   |